# Hornstedtia affinis
Hornstedtia affinis är en enhjärtbladig växtart som beskrevs av Henry Nicholas Ridley. Hornstedtia affinis ingår i släktet Hornstedtia och familjen Zingiberaceae. Inga underarter finns listade i Catalogue of Life.